# Nunavut Arctic College
Nunavut Arctic College (inuktitut: ᓄᓇᕗᒻᒥᓯᓚᑦᑐᖅᓴᕐᕕᒃ, franska: Collège de l’Arctique du Nunavut, inuinnaqtun: Nunavunmi Inirnirit Iliharviat) är en statlig kanadensisk högskola, finansierad av regeringen i Nunavut. 
Nunavut Arctic College grundades 1968  av Nordvästterritoriets lagstiftande församling som en yrkesskola för vuxna. Den ombildades till Nunavut Arctic College vid bildandet av territoriet Nunavut 1999.
Nunavut Arctic College är lokaliserat till Nunatta Campus, Kitikmeot Campus, Kivalliq Campus samt 24 Community Learning Centres. Högskolans säte är i Arviat. Kitikmeot Campus ligger i Cambridge Bay, Kivalliq Campus i Rankin Inlet och Nunatta Campus i Iqaluit.